# Celina Seghi
Celina Seghi, née le 6 mars 1920 à Abetone (Toscane) et morte à Pistoia (Toscane) le 27 juillet 2022, est une skieuse alpine italienne.

## Biographie
Celina Seghi naît à Abetone dans la province de Pistoia le 6, et non le 8 mars 1920, comme indiqué par erreur à l'état civil et repris sur les documents officiels. Au cours de sa longue carrière, elle remporte 37 médailles, dont une médaille de bronze dans le slalom spécial aux Championnats du monde d'Aspen en 1950. Elle remporte également 25 titres italiens. Elle continue à concourir jusqu'à la veille des Jeux olympiques d'hiver de Cortina d'Ampezzo de 1956. Une fois sa carrière sportive terminée, elle devient monitrice de ski et continue à skier sur les pentes de l'Abetone. Elle est connue sous le surnom de topolino delle nevi « petite souris des neiges » en raison de son petit gabarit physique.
Celina Seghi est morte à Pistoia le 27 juillet 2022 à l'âge de 102 ans.

## Palmarès

### Jeux olympiques d'hiver
| Épreuve / Édition    | Descente | Slalom géant                     | Slalom | Combiné                          |
| JO 1948 Saint-Moritz | 4e       | Épreuve inexistante à cette date | 14e    | 4e                               |
| JO 1952 Oslo         | 15e      | 7e                               | 4e     | Épreuve inexistante à cette date |

### Championnats du monde
| Épreuve / Édition    | Descente | Slalom géant                     | Slalom | Combiné                          |
| JO 1948 Saint-Moritz | 4e       | Épreuve inexistante à cette date | 14e    | 4e                               |
| Mondiaux 1950 Aspen  | 16e      | 12e                              | Bronze | Épreuve inexistante à cette date |
| JO 1952 Oslo         | 15e      | 7e                               | 4e     | Épreuve inexistante à cette date |
| Mondiaux 1954 Åre    | 23e      | 21e                              | 9e     | 16e                              |

### Arlberg-Kandahar
- Vainqueur du Kandahar 1947 à Mürren et 1948 à Chamonix
  - Vainqueur de la descente 1947 à Mürren
  - Vainqueur du slalom 1948 à Chamonix